# Championnat d'Argentine de football 1981
Navigation
Saison précédente Saison suivante
La saison 1981 du Championnat d'Argentine de football était la 51e édition professionnelle de la première division argentine.
La saison argentine comporte 2 championnats. Dans le championnat Metropolitano, les 18 clubs sont regroupés en une poule unique où chaque formation rencontre deux fois tous ses adversaires, à domicile et à l'extérieur. Le championnat Nacional regroupe les mêmes clubs ainsi que les 11 meilleurs clubs des championnats régionaux, les équipes sont réparties en 4 poules où elles s'affrontent deux fois. Les deux premiers de chaque poule participent à la phase finale pour le titre. Il peut donc y avoir 2 champions par saison.
Cette saison voit la victoire du Boca Juniors, dans le championnat Metropolitano. C'est le 21e titre de champion de son histoire. Le championnat Nacional voit la victoire finale du club de River Plate, sacré pour la 21e fois.

## Les 18 clubs participants
| \| Bs Aires La Plata Santa Fe Rosario Córdoba Junín \| Villes représentées lors de la saison 1981 (Championnat Metropolitano) |
| Bs Aires La Plata Santa Fe Rosario Córdoba Junín                                                                              |

- Boca Juniors
- San Lorenzo de Almagro
- River Plate
- Racing Club
- Independiente
- Rosario Central
- Huracán
- Ferro Carril Oeste
- Talleres (Córdoba)
- Vélez Sársfield
- Argentinos Juniors
- Estudiantes (La Plata)
- Newell's Old Boys (Rosario)
- Unión (Santa Fe)
- Platense
- Colón (Santa Fe)
- Sarmiento (Junín) - Promu de Segunda División
- Instituto (Córdoba) - Affilié à l'AFA

## Première phase

### Championnat Metropolitano
Tous les classements sont établis en utilisant le barème suivant :
- Victoire : 2 points
- Match nul : 1 point
- Défaite, forfait ou abandon : 0 point

| Rang | Équipe                      | Pts | J  | G  | N  | P  | Bp | Bc | Diff |
| ---- | --------------------------- | --- | -- | -- | -- | -- | -- | -- | ---- |
| 1    | Boca Juniors                | 50  | 34 | 20 | 10 | 4  | 60 | 27 | +33  |
| 2    | Ferro Carril Oeste          | 49  | 34 | 18 | 13 | 3  | 50 | 20 | +30  |
| 3    | Newell's Old Boys (Rosario) | 39  | 34 | 14 | 11 | 9  | 58 | 44 | +14  |
| 4    | River Plate T               | 39  | 34 | 14 | 11 | 9  | 62 | 50 | +12  |
| 5    | Racing Club                 | 38  | 34 | 12 | 14 | 8  | 46 | 30 | +16  |
| 6    | Independiente               | 37  | 34 | 14 | 9  | 11 | 43 | 35 | +8   |
| 7    | Rosario Central             | 34  | 34 | 9  | 16 | 9  | 36 | 39 | -3   |
| 8    | Huracán                     | 33  | 34 | 12 | 9  | 13 | 41 | 50 | -9   |
| 9    | Instituto (Córdoba) P       | 32  | 34 | 13 | 6  | 15 | 56 | 54 | +2   |
| 10   | Unión (Santa Fe)            | 32  | 34 | 11 | 10 | 13 | 39 | 37 | +2   |
| 11   | Vélez Sársfield             | 31  | 34 | 8  | 15 | 11 | 39 | 48 | -9   |
| 12   | Platense                    | 31  | 34 | 10 | 11 | 13 | 39 | 49 | -10  |
| 13   | Sarmiento (Junín) P         | 30  | 34 | 9  | 12 | 13 | 46 | 52 | -6   |
| 14   | Estudiantes (La Plata)      | 30  | 34 | 11 | 8  | 15 | 35 | 43 | -8   |
| 15   | Talleres (Córdoba)          | 29  | 34 | 10 | 9  | 15 | 36 | 45 | -9   |
| 16   | Argentinos Juniors          | 29  | 34 | 9  | 11 | 14 | 44 | 57 | -13  |
| 17   | San Lorenzo de Almagro      | 28  | 34 | 9  | 10 | 15 | 31 | 48 | -17  |
| 18   | Colón (Santa Fe)            | 21  | 34 | 6  | 9  | 19 | 26 | 59 | -33  |

|  | Qualification pour la Copa Libertadores 1982 |
|  | Relégation directe en Segunda Division       |
|  | P : Promu de Segunda Division                |

## Deuxième phase

### Championnat Nacional
| \| Bs Aires La Plata Rosario Santa Fe Córdoba Junín Jujuy Mendoza Salta Mar del Plata Tucumán Posadas San Rafael Olavarría \| Villes représentées lors de la saison 1981 (Championnat Nacional) |
| Bs Aires La Plata Rosario Santa Fe Córdoba Junín Jujuy Mendoza Salta Mar del Plata Tucumán Posadas San Rafael Olavarría                                                                         |

Tous les clubs ayant participé au championnat Metropolitano (excepté le dernier, le Colón (Santa Fe)) et les 11 meilleures équipes régionales sont réparties en quatre poules où les clubs s'affrontent deux fois, à domicile et à l'extérieur. Les deux premiers de chaque poule sont qualifiés pour la phase finale pour le titre.

#### Poule A
| Rang | Équipe                       | Pts | J  | G | N | P | Bp | Bc | Diff |
| ---- | ---------------------------- | --- | -- | - | - | - | -- | -- | ---- |
| 1    | Rosario Central T            | 18  | 14 | 7 | 4 | 3 | 32 | 20 | +12  |
| 2    | Gimnasia y Esgrima (Jujuy)   | 16  | 14 | 6 | 4 | 4 | 19 | 16 | +3   |
| 3    | Argentinos Juniors           | 15  | 14 | 4 | 7 | 3 | 15 | 15 | 0    |
| 4    | Huracán                      | 14  | 14 | 5 | 4 | 5 | 20 | 20 | 0    |
| 5    | Belgrano (Córdoba)           | 14  | 14 | 5 | 4 | 5 | 16 | 16 | 0    |
| 6    | Gimnasia y Esgrima (Mendoza) | 14  | 14 | 4 | 6 | 4 | 15 | 16 | -1   |
| 7    | Racing Club                  | 10  | 14 | 2 | 6 | 6 | 12 | 22 | -10  |

|  | Qualification pour la phase finale |
|  | T : Tenant du titre                |

#### Poule B
| Rang | Équipe                            | Pts | J  | G  | N | P | Bp | Bc | Diff |
| ---- | --------------------------------- | --- | -- | -- | - | - | -- | -- | ---- |
| 1    | Ferro Carril Oeste                | 22  | 14 | 10 | 2 | 2 | 24 | 11 | +13  |
| 2    | River Plate                       | 19  | 14 | 7  | 5 | 2 | 26 | 12 | +14  |
| 3    | Loma Negra (Olavarria)            | 19  | 14 | 7  | 5 | 2 | 15 | 10 | +5   |
| 4    | Talleres (Córdoba)                | 10  | 14 | 2  | 6 | 6 | 9  | 16 | -7   |
| 5    | Guaraní Antonio Franco (Misiones) | 10  | 14 | 3  | 4 | 7 | 16 | 24 | -8   |
| 6    | San Martín (Tucumán)              | 9   | 14 | 3  | 3 | 8 | 17 | 24 | -7   |
| 7    | Sarmiento (Junín) P               | 9   | 14 | 3  | 3 | 8 | 10 | 20 | -10  |

|  | Qualification pour la phase finale |
|  | P : Promu de Segunda Division      |

#### Poule C
| Rang | Équipe                      | Pts | J  | G | N | P | Bp | Bc | Diff |
| ---- | --------------------------- | --- | -- | - | - | - | -- | -- | ---- |
| 1    | Independiente               | 21  | 14 | 9 | 3 | 2 | 29 | 10 | +19  |
| 2    | Vélez Sársfield             | 17  | 14 | 8 | 1 | 5 | 26 | 14 | +12  |
| 3    | Racing (Córdoba)            | 15  | 14 | 8 | 3 | 3 | 27 | 16 | +11  |
| 4    | Newell's Old Boys (Rosario) | 12  | 14 | 4 | 4 | 6 | 23 | 24 | -1   |
| 5    | Platense                    | 12  | 14 | 3 | 6 | 5 | 7  | 15 | -8   |
| 6    | Gimnasia y Tiro (Salta)     | 7   | 14 | 1 | 5 | 8 | 9  | 26 | -17  |
| 7    | Huracán (Mendoza)           | 7   | 14 | 1 | 5 | 8 | 14 | 34 | -20  |

|  | Qualification pour la phase finale |

#### Poule D
| Rang | Équipe                      | Pts | J  | G | N | P | Bp | Bc | Diff |
| ---- | --------------------------- | --- | -- | - | - | - | -- | -- | ---- |
| 1    | Boca Juniors                | 19  | 14 | 8 | 3 | 3 | 28 | 12 | +16  |
| 2    | Instituto (Córdoba) P       | 16  | 14 | 6 | 4 | 4 | 18 | 14 | +4   |
| 3    | Estudiantes (La Plata)      | 16  | 14 | 5 | 6 | 3 | 16 | 13 | +3   |
| 4    | San Lorenzo de Almagro      | 14  | 14 | 4 | 6 | 4 | 14 | 15 | -1   |
| 5    | Atlético Tucumán            | 14  | 14 | 6 | 2 | 6 | 14 | 17 | -3   |
| 6    | Unión (Santa Fe)            | 10  | 14 | 2 | 6 | 6 | 13 | 15 | -2   |
| 7    | San Lorenzo (Mar del Plata) | 9   | 14 | 3 | 3 | 8 | 13 | 30 | -17  |

|  | Qualification pour la phase finale |
|  | P : Promu de Segunda Division      |

#### Phase finale
|  | Quarts de finale | Quarts de finale           | Quarts de finale   | Quarts de finale   |                 |                 | Demi-finales | Demi-finales | Demi-finales | Demi-finales |  |  | Finale | Finale | Finale | Finale |
|  |                  |                            |                    |                    |                 |                 |              |              |              |              |  |  |        |        |        |        |
|  |                  |                            |                    |                    |                 |                 |              |              |              |              |  |  |        |        |        |        |
|  |                  |                            |                    |                    |                 |                 |              |              |              |              |  |  |        |        |        |        |
|  | 2e D             | Instituto (Córdoba)        | 1                  | 0                  |                 |                 |              |              |              |              |  |  |        |        |        |        |
|  | 2e D             | Instituto (Córdoba)        | 1                  | 0                  |                 |                 |              |              |              |              |  |  |        |        |        |        |
|  | 1er C            | Independiente              | 2                  | 0                  |                 |                 |              |              |              |              |  |  |        |        |        |        |
|  | 1er C            | Independiente              | 2                  | 0                  | Independiente   | Independiente   | 1            | 0            |              |              |  |  |        |        |        |        |
|  |                  |                            |                    |                    | Independiente   | Independiente   | 1            | 0            |              |              |  |  |        |        |        |        |
|  |                  |                            | River Plate        | River Plate        | 1e              | 0               |              |              |              |              |  |  |        |        |        |        |
|  | 1er A            | Rosario Central            | River Plate        | River Plate        | 1e              | 0               | 1            | 0            |              |              |  |  |        |        |        |        |
|  | 1er A            | Rosario Central            |                    |                    |                 |                 |              | 0            |              |              |  |  |        |        |        |        |
|  | 2e B             | River Plate                | 2                  | 0                  |                 |                 |              |              |              |              |  |  |        |        |        |        |
|  | 2e B             | River Plate                | 2                  | 0                  | River Plate     | River Plate     | 1            | 1            |              |              |  |  |        |        |        |        |
|  |                  |                            |                    |                    | River Plate     | River Plate     | 1            | 1            |              |              |  |  |        |        |        |        |
|  |                  |                            | Ferro Carril Oeste | Ferro Carril Oeste | 0               | 0               |              |              |              |              |  |  |        |        |        |        |
|  | 1er D            | Boca Juniors               | Ferro Carril Oeste | Ferro Carril Oeste | 0               | 0               | 2            | 1            |              |              |  |  |        |        |        |        |
|  | 1er D            | Boca Juniors               |                    |                    |                 |                 |              |              |              |              |  |  |        |        |        |        |
|  | 2e C             | Velez Sarsfield            | 1                  | 3                  |                 |                 |              |              |              |              |  |  |        |        |        |        |
|  | 2e C             | Velez Sarsfield            | 1                  | 3                  | Velez Sarsfield | Velez Sarsfield | 1            | 1            |              |              |  |  |        |        |        |        |
|  |                  |                            |                    |                    | Velez Sarsfield | Velez Sarsfield | 1            | 1            |              |              |  |  |        |        |        |        |
|  |                  |                            | Ferro Carril Oeste | Ferro Carril Oeste | 2               | 1               |              |              |              |              |  |  |        |        |        |        |
|  | 1e B             | Club Ferro Carril Oeste    | Ferro Carril Oeste | Ferro Carril Oeste | 2               | 1               | 1            | 1            |              |              |  |  |        |        |        |        |
|  | 1e B             | Club Ferro Carril Oeste    |                    |                    |                 |                 |              | 1            |              |              |  |  |        |        |        |        |
|  | 2e A             | Gimnasia y Esgrima (Jujuy) | 0                  | 0                  |                 |                 |              |              |              |              |  |  |        |        |        |        |
|  | 2e A             | Gimnasia y Esgrima (Jujuy) | 0                  | 0                  |                 |                 |              |              |              |              |  |  |        |        |        |        |
|  |                  |                            |                    |                    |                 |                 |              |              |              |              |  |  |        |        |        |        |

## Bilan de la saison
| Championnat d'Argentine de football 1981                             |                                                                             |
| Champion                                                             | Metropolitano : Boca Juniors (21e titre) Nacional : River Plate (21e titre) |
| Qualifications continentales                                         |                                                                             |
| Copa Libertadores 1982                                               | River Plate                                                                 |
| Copa Libertadores 1982                                               | Boca Juniors                                                                |
| Promotions et relégations                                            |                                                                             |
| Promus en Championnat d'Argentine de football                        | Nueva Chicago                                                               |
| Promus en Championnat d'Argentine de football                        | Quilmes                                                                     |
| Promus en Championnat d'Argentine de football                        | Racing (Córdoba)                                                            |
| Relégués en Championnat d'Argentine de football de deuxième division | Colón (Santa Fe)                                                            |
| Relégués en Championnat d'Argentine de football de deuxième division | San Lorenzo de Almagro                                                      |